# Christoph Strötz
Christoph Strötz (* 1952 in München) ist ein deutscher Jurist. Er war von 2015 bis 2018 Präsident des Oberlandesgerichtes Nürnberg und zuvor von 2005 bis 2015 Generalstaatsanwalt in München.

## Leben
Strötz studierte Rechtswissenschaften und begann seine Laufbahn am 1. Juli 1980 im Bayerischen Staatsministerium der Justiz. 
Nach Stationen als Staatsanwalt bei der Staatsanwaltschaft München II sowie als Richter am Landgericht München II kehrte er im Sommer 1984 in das Justizministerium zurück. Dort war er mehrere Jahre als Referent in der Pressestelle, im Leitungsbereich und im Amt eines Leitenden Ministerialrates als Referatsleiter sowie stellvertretender Leiter der Strafrechtsabteilung tätig. Zwischendurch war er für zwei Jahre Richter in einem Zivilsenat des Oberlandesgerichtes München.
Vom 1. März 2005 bis zum 28. Februar 2015 leitete er als Generalstaatsanwalt die Generalstaatsanwaltschaft München. Zum 1. März 2015 wurde er Präsident des Oberlandesgerichtes Nürnberg. Er trat die Nachfolge von Oberlandesgerichtspräsident Peter Küspert an, der die Leitung des Oberlandesgerichtes München übernommen hatte. Am 1. April 2018 ging Strötz in den Ruhestand.

## Veröffentlichungen
- Die Wiederverheiratungsklausel. Dissertation, Augsburg 1981.